# Размишљанка - измишљанка
„Размишљанка - измишљанка” је југословенска телевизијска серија снимљена 1978. године у продукцији ТВ Нови Сад.

## Улоге
| Глумац                  | Улога |
| ----------------------- | ----- |
| Стеван Гардиновачки     |       |
| Иван Хајтл              |       |
| Михаило Миша Јанкетић   |       |
| Живојин Жика Миленковић |       |
| Олга Војновић           |       |

Комплетна ТВ екипа ▼
| Редитељ    | Бранко Митић          |
| Сценариста | Мирослав Настасијевић |